# Sandeep Patil
Sandeep Patil (Marathi: (संदीप मधुसुदन पाटील); * 18. August 1956 in Bombay, Indien) ist  ein ehemaliger indischer Cricketspieler und -funktionär. Des Weiteren war er auch als Schauspieler tätig.

## Ausbildung und Kindheit
Sandeep Patil wuchs in Bombay auf. Sein Vater, Madhusudan Patil, war ebenfalls Cricketspieler und spielte für Bombay First-Class-Cricket.

## Cricketkarriere
Nachdem er für die Bombay University im wichtigsten Hochschulturnier spielte wurde er ab der Saison 1975/76 für Bombay in der Ranji Trophy eingesetzt. Er konnte sich zunächst nicht fest im Team etablieren. Sein wichtigster Beitrag war in der Saison 1978/79, als er im Halbfinale gegen Delhi ein Century (100 Runs im Innings) erzielte, das jedoch nicht für einen Sieg ausreichte. In den folgenden zwei Saisons spielte er die Sommer in den unteren englischen Ligen.
Während der Touren gegen Australien und Pakistan wurde er jeweils für die West Zone in Tour Matches eingesetzt. In Folge guter Leistungen spielte er gegen Pakistan seine ersten Tests. In der folge erhielt er einen Einsatz beim Golden-Jubilee-Test gegen England und wurde anschließend für die Tour in Australien in 1980/81 nominiert. Im ersten Test erzielte er im ersten Innings 65 Runs, bevor er bei einem Ball von Len Pascoe am Kopf getroffen und musste verletzt aufgeben. Beim zweiten Test der Serie gelangen ihm mit 174 Runs sein erstes Test-Century. Im folgenden Jahr wurde er nach der Tour gegen England nach durchwachsenen Leistungen aus dem Team gestrichen, für die Tour in England im folgenden Sommer jedoch wieder nominiert. Im dortigen zweiten Test gelangen ihm 129 Runs not out. Auf der folgenden Tour gegen Sri Lanka gelang ihm erneut ein Century und auch bei der nächsten Tour in Pakistan zeigte er gute Leistungen.
Aus persönlichen Gründen verzichtete er auf die folgende Tour in  den West Indies und spielte stattdessen in der Ranji Trophy, wo er im Finale mit Bombay gegen Karnataka unterlag. Im Sommer wurde er für den Cricket World Cup 1983 nominiert. Dort gelangen Patil insgesamt 216 Runs unter anderem ein Fifty (50 Runs im Innings) im Halbfinale gegen England. Im Finale hatte er mit 27 Runs Anteil am überraschenden Gewinn Indiens.
Der Winter startete mit Touren gegen Pakistan und die West Indies. In beiden Touren gelangen ihm bei den Tests nur wenige Runs und er wurde aus dem Team gestrichen. Im folgenden Winter bestritt er eine Tour gegen Pakistan, wobei ihm sein letzter Test-Century gelang. Die folgende Tour gegen England beinhaltete dann auch seinen letzten Test, da er anschließend nicht mehr für einen solchen nominiert wurde. Bis zum Ende des Jahres spielte er noch für die ODI-Mannschaft Indiens, wurde aber auch dort für das Jahr 1985 gestrichen. Seine letzten Einsätze für die Nationalmannschaft erfolgten im Sommer 1986 gegen England. Kurze Zeit später erklärte er auch seinen Rücktritt vom First-Class-Cricket, kehrte jedoch zwei Jahre später noch einmal zurück und spielte für Bombay bis 1993.

## Abseits der aktiven Karriere
Nach seinen Erfolgen beim Cricket World Cup wurde er für den 1985 erschienenen Bollywood-Film Kabhi Ajnabi Thé als Schauspieler verpflichtet. 1996 wurde er zum Coach der Kenianische Cricket-Nationalmannschaft bestimmt und begleitete das Team bis zum Cricket World Cup 2003, wo es überraschend das Halbfinale erreichte. Zwischen 2012 und 2016 war Patil Vorsitzender des Auswahlkomitees der indischen Nationalmannschaft.